# Normalizacja (psychometria)
Normalizacja – pojęcie odnoszące się do metodologii badań. Normalizacja to zabieg statystyczny polegający na ustaleniu zależności między wynikami uzyskanymi za pomocą danego narzędzia (np. testu, kwestionariusza) a wynikami średnimi w danej populacji (lub w interesującej badacza próbie).
Jeśli na przykład badacz tworzy nowy test inteligencji, to po dokonaniu wszelkich koniecznych zabiegów (zob. kryteria dobroci) musi ustalić normy dla danej populacji, które pozwolą zrozumieć co oznacza wynik uzyskany przez konkretną osobę w tym teście.
W tym celu badacz przeprowadza badanie danym narzędziem odpowiednio licznej próby z populacji, z którą później będą pochodziły osoby badane. Próbę tę nazywa się próbą normalizacyjną. Aby uzyskane normy były trafne, próba normalizacyjna musi być reprezentatywna dla interesującej populacji. W praktyce oznacza to, że skład próby normalizacyjnej powinien odzwierciedlać procentowo strukturę interesującej populacji pod względem płci, wieku, miejsca zamieszkania, wykształcenia lub innych zmiennych mogących mieć wpływ na wyniki badania. W rezultacie przeprowadzonych badań normalizacyjnych, badacz ustala, jakie są średnie i odchylenia standardowe wyników w podgrupach próby normalizacyjnej, np. w grupach kobiet i mężczyzn, czy w różnych grupach wiekowych. Następnie badacz oblicza, jak daleko każdy wynik surowy uzyskany za pomocą danego narzędzia odchyla się od wartości średniej w danej podgrupie normalizacyjnej. 
Odległość konkretnego wyniku surowego od średniej w danej grupie przedstawia się najczęściej poprzez przekształcenie wyników surowych testu na którąś ze skal standaryzowanych. Znane właściwości tych skal pozwalają przyszłemu użytkownikowi testu określić, jakie miejsce na tle próby normalizacyjnej zajmuje konkretny wynik uzyskany przez daną osobę. Np.  jednostka standaryzowanej skali stenowej (1 sten) obejmuje swoim zakresem 0,5 odchylenia standardowego populacji, a średnia tej skali wynosi 5,5. Jeżeli zatem wynik surowy konkretnej osoby w teście odpowiada 8 stenowi, to oznacza, że odchyla się on w górę od średniej w próbie normalizacyjnej o wartość większą niż 1 odchylenie standardowe, a mniejszą niż 1,5 odchylenia standardowego. Z właściwości rozkładu normalnego wynika, że wynik niższy niż wynik z takiego przedziału uzyskuje ok. 84% osób.
Normalizacja pozwala także porównać wynik danej osoby z wynikami, na przykład, osób z zaburzeniami, symulujących, dzieci – w zależności od tego, czy został przeprowadzony odpowiedni zabieg, w którym uzyskaliśmy dane o cechach tych populacji.
Normalizacja sprowadza się do przedstawienia wyniku surowego na tle ustalonych norm statystycznych, czyli przedstawienia go jako wyniku standardowego.